# ویورلی، نیو ساوت ولز
ویورلی (به انگلیسی: Waverley) یک حومه شهر در استرالیا است که در نیو ساوت ولز واقع شده‌است.